# Frederick (Kansas)
Frederick es una ciudad ubicada en el de condado de Rice en el estado estadounidense de Kansas. En el año 2010 tenía una población de 18 habitantes y una densidad poblacional de 6,92 personas por km².

## Geografía
Frederick se encuentra ubicada en las coordenadas 38°30′47″N 98°16′4″O / 38.51306, -98.26778 (38.513108, -98.267756).

## Demografía
Según la Oficina del Censo en 2000 los ingresos medios por hogar en la localidad eran de $46,250 y los ingresos medios por familia eran $46,250. Los hombres tenían unos ingresos medios de $19,375 frente a los $26,250 para las mujeres. La renta per cápita para la localidad era de $20,845. Alrededor del 0% de la población estaban por debajo del umbral de pobreza.